# Vilma G. Holland
Vilma Isabel González Córdova de Holland (5 de noviembre de 1928 - 26 de enero de 2005) fue una artista visual puertorriqueña.

## Primeros años
Holland (nombre de nacimiento: Vilma Isabel González Córdova) era oriunda  de Caguas, Puerto Rico. Era la cuarta menor de diez hermanos, en la gran familia de Córdova González. Su padre, José, era un comerciante, mientras que su madre, Rosa Cándida, se quedó en casa cuidando de los niños. Poseían en la planta baja de su gran casa de concreto, de dos pisos, el negocio familiar; y en el segundo piso estaba la vivienda. José vendía alimentos y provisiones en el negocio, mientras su esposa criaba a los niños arriba, en la casa de siete habitaciones. El talento artístico de Holland se descubrió muy temprano en su vida. Una historia favorita de la familia era cuando de niña, le pidió una maestra de hacer dibujos de dos famosos poetas españoles. Al finalizar la tarea, la profesora se negó a creer que Holland los había hecho sola, de pluma y tinta, a dichos retratos sin usar papel cuadriculado o calcándolos. Con los clásicos modos autoritarios, y acusada de mentir, fue enviada a casa. Holland volvió con su madre, y con templanza documentaron su talento excepcional.

## Educación
Holland asistió a la escuela secundaria en su ciudad natal de Caguas. Uno de sus maestros, Víctor Torres Lizardi, un pintor de Caguas, le enseñó técnicas de pluma y tinta, junto con acuarela. Después de algunas discusiones familiares sobre su futuro, Holland siguió sus intereses artísticos, especializándose en arte en el "Nazaret Junior College" de Louisville, Kentucky (actualmente la Universidad Spalding). Obtuvo su licenciatura el 3 de junio de 1948. Después de su graduación, Holland volvió a casa y se matriculó en la Universidad de Puerto Rico, UPR. Uno de sus maestros de arte fue el profesor Guillermo Sureda. Él se interesó por ella y continuó perfeccionándola con acuarelas. Sureda era de España y su esposa, al igual que Holland, era de Puerto Rico. El profesor Fran Cervoni, otro maestro de arte, le enseñó diseño. Y el profesor Cristóbal Ruiz introdujo a Holland en la técnica del óleo. Holland se graduó con un título de grado de bachiller en arte, el 27 de mayo de 1949. La propia UPR le reconoció sus habilidades en diseño, y así Cervoni la ayudó a obtener una beca para el Fashion Institute of Technology en la ciudad de Nueva York donde estudió con varios artistas, incluyendo a Arnold Burchess. Holland recibió un cargo como asociada en Ciencias Aplicadas de FIT, el 11 de junio de 1964. Durante este tiempo se divorció de su primer marido, Emigdio Buonomo.
Después de la universidad, Holland enseñó arte en la Universidad de Puerto Rico. También en ese periodo, trabajó en el mundo corporativo, donde se especializó en identidad corporativa y en diseño de productos. Para esa época, ella y la señora Teresita Abella fundaron la "Escuela Thomas Alva Edison de Caguas, Puerto Rico, un instituto privado, con una matrícula inicial de cinco estudiantes. La escuela continuó creciendo, y actualmente tiene a más de 600 alumnos. Por esa y otras contribuciones a su isla natal, Holland fue honrada como una de las “Grandes Mujeres De Puerto Rico”.

## Venezuela
Para fines de los 1960s, Holland y su madre alquilaron un apartamento tipo loft, en Río Piedras, Puerto Rico. Poco después de mudarse, Holland conoció a su futuro marido, P.J. Holland. Se casaron un año más tarde y se trasladaron a Caracas, Venezuela. Holland volvió toda su atención a la pintura y al dibujo. En abril de 1973, fue encargada de crear un dibujo a pluma de Blanca Rodríguez de Pérez, a la sazón primera dama de Venezuela, y que fuese publicado en la portada de la revista Mujer. Cuando los costos de exhibición y de encuadres aumentaron, Holland comenzó una empresa: la Artes Vilma, para comercializar su pluma y tinta de tarjetas de felicitación. Las tarjetas se hicieron muy populares. En 1975, el Canis Club de Venezuela, un club asociado a la Federación Canina De Venezuela, le pidió que diseñara un cartel a utilizarse para su exposición anual de perros, tarea que aceptó.

### Política y Arte
Mientras tanto, Holland continuaba pintando y exhibiendo. Constantemente fue construyéndose una reputación en la comunidad artística venezolana. Su trabajo se desarrolló, por lo general, en torno a un tema, y muy a menudo se refería a temas polémicos. Su cruzada personal se convirtió en abordar la difícil situación de los indígenas guajiros que vivían a orillas del lago Maracaibo. A lo largo de la península de La Guajira, Holland observó y pintó imágenes de los menos afortunados habitantes de Palafitos, donde el pueblo había construido sus viviendas sobre el agua. Muchas de las pinturas suyas representaban la pobreza de los indios Guajiros, en contraste con la riqueza petrolera de su tierra. Las obras fueron éxitos de crítica y dieron lugar a la sensibilización social sobre la desigualdad. Varias de esas pinturas se exhibieron el 30 de noviembre de 1975.

## Influencias de Arana
En 1980, su esposo fue trasladado a Puerto Rico, y Holland continuó su carrera de la pintura y de ampliación de su visión artística. Durante ese tiempo, Holland se encontró con el artista Alfonso Arana (1927-2005), y comenzó a estudiar en su estudio en Viejo San Juan (Puerto Rico). Y, bajo su influencia, comenzó a experimentar con el estilo de Arana, haciendo a los pasteles mezclados con óleos y "transparencia en el arte." Los dos se hicieron amigos íntimos y Arana dijo una vez de Holland “…veo una verdadera artista en el trabajo.”

## Últimos años
A principios de la década de 1990, su marido se jubiló y luego de unos años, la pareja se mudó a los Estados Unidos. Compraron una casa en Conyers, Georgia. Holland no fue tan activa en la comunidad de las artes como lo había sido; su memoria estaba empezando a fallar. Su marido continuó activo en la comunidad de las artes locales, y como algunos pocos artistas apreciaron las pinturas de Holland y le animaron a exponer su trabajo. El periódico local publicó un artículo dedicado al arte de Holland. Para ese tiempo, su estado general de salud había mostrado crecientes signos de deterioro, y se le confirmó un diagnóstico de enfermedad de Alzheimer. Después de seis años de atención domiciliaria y dos años de cuidado gerontológico, Vilma G. Holland, murió el 26 de enero de 2005.